# Pleusymtes japonica
Pleusymtes japonica is een vlokreeftensoort uit de familie van de Pleustidae. De wetenschappelijke naam van de soort is voor het eerst geldig gepubliceerd in 1938 door Gurjanova.